# Liste der Biografien/Ord
Liste der Biografien |
Portal Biografien |
Personensuche
# |
A |
B |
C |
D |
E |
F |
G |
H |
I |
J |
K |
L |
M |
N |
O |
P |
Q |
R |
S |
T |
U |
V |
W |
X |
Y |
Z |
?
 
Oa |
Ob |
Oc |
Od |
Oe |
Of |
Og |
Oh |
Oi |
Oj |
Ok |
Ol |
Om |
On |
Oo |
Op |
Oq |
Or |
Os |
Ot |
Ou |
Ov |
Ow |
Ox |
Oy |
Oz
 
Ora |
Orb |
Orc |
Ord |
Ore |
Orf |
Org |
Orh |
Ori |
Orj |
Ork |
Orl |
Orm |
Orn |
Oro |
Orp |
Orr |
Ors |
Ort |
Oru |
Orv |
Orw |
Orx |
Ory |
Orz
Die Liste der Biografien führt alle Personen auf, die in der deutschsprachigen Wikipedia einen Artikel haben. Dieses ist eine Teilliste mit 82 Einträgen von Personen, deren Namen mit den Buchstaben „Ord“ beginnt.

## Ord
- Ord, Boris (1897–1961), britischer Organist
- Ord, Edward Otho Cresap (1818–1883), Konstrukteur des Fort Sam Houston und Offizier der US-Armee
- Ord, George (1781–1866), amerikanischer Naturwissenschaftler und Ornithologe
- Ord, Harry (1819–1885), Gouverneur der Bermudas, der Straits Settlements und von Western Australia
- Ord, Robert L. (* 1940), US-amerikanischer Offizier, Generalleutnant der US-Army
- Ord, Toby (* 1979), australischer Philosoph
- Ord, William Miller (1834–1902), britischer Mediziner (Chirurg)

### Orda
- Orda Khan, älterer Bruder des Mongolen-Herrscher Batu Khan
- Orda, Alfred (1915–2004), polnischer Opernsänger (Bariton)
- Orda, Napoleon (1807–1883), polnischer Komponist, Pianist und Künstler
- Ordás, Diego de (1485–1532), spanischer Konquistador
- Ordass, Lajos (1901–1978), evangelischer Bischof in Ungarn und Vizepräsident des Lutherischen Weltbunds
- Ordaz Valdés, Lisandra Teresa (* 1988), kubanische Schachspielerin
- Ordaz, Alberto (* 1956), mexikanischer Fußballspieler

### Orde
- Orde-Lees, Thomas (1877–1958), britischer Polarforscher, Fallschirmspringer und BergsteigerThomas Orde-Lees (1877–1958)

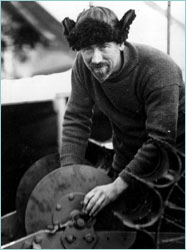
Thomas Orde-Lees (1877–1958)

- Orde-Powlett, Algar, 7. Baron Bolton (1929–2001), britischer Großgrundbesitzer und Tory
- Ordega, Francisca (* 1993), nigerianische Fußballspielerin
- Ordelaffi, Giovanni († 1399), italienischer Condottiere
- Ordelaffi, Pino III. (1436–1480), Herr von Forli
- Ordelheide, Dieter (1939–2000), deutscher Ökonom und Hochschullehrer
- Ordemann, Bernhard (1887–1959), deutscher Verwaltungsjurist, Präsident des Gauarbeitsamtes Oberschlesien
- Ordemann, Elard (1866–1945), deutscher Geistlicher (evangelisch), Pastor und Heimatforscher
- Ordemann, Nikolaus (1826–1882), deutscher Schriftsteller, Verleger und Politiker, MdBB
- Orden, David, US-amerikanischer Agrarökonom
- Ordeneck, Barbara († 1659), Opfer der Hexenprozesse in Bad Camberg
- Ordener, Michel (1755–1811), französischer General und Senator
- Órdenes Fernández, Marco Antonio (* 1964), chilenischer ehemaliger Geistlicher, ehemaliger Bischof von Iquique
- Órdenes, Roberto (* 1981), chilenischer Fußballspieler
- Ordenewitz, Frank (* 1965), deutscher Fußballspieler
- Ordenstein, Heinrich (1856–1921), deutscher Pianist und Musikpädagoge
- Ordericus Vitalis (* 1075), englischer Chronist
- Orderløkken, Arne (* 1966), norwegischer Nordischer Kombinierer
- Ordez, Iwan (* 1992), ukrainischer FußballspielerIwan Ordez (* 1992)

Iwan Ordez (* 1992)

### Ordi
- Ordiales, Jaime (* 1962), mexikanischer Fußballspieler
- Ordina, Alexandra Iwanowna (* 1987), russische Boxerin
- Ordina, Antonina (* 1962), schwedische Skilangläuferin
- Ordinačev, Bojana (* 1980), serbische Theater- und Filmschauspielerin
- Ordine, Nuccio (1958–2023), italienischer Philosoph und Literaturwissenschaftler
- Ording, Peter (* 1976), deutscher Ruderer

### Ordn
- Ordnung, Carl (1927–2012), deutscher Pädagoge, Publizist und Politiker (DDR-CDU)
- Ordnung, Emil (* 1896), tschechoslowakischer Ruderer

### Ordo
- Ordódy, Pál (1822–1885), ungarischer Politiker und Monister
- Ordolis, Alexandra (* 1986), kanadische Filmschauspielerin
- Ordon, Frank (* 1963), deutscher Agrarwissenschaftler für Pflanzenzucht und Vizepräsident des JKI
- Ordon, Julie (* 1984), schweizerisches Model und Schauspielerin
- Ordon, Lech (1928–2017), polnischer Schauspieler
- Ordoñez Fides, Victor M. (1944–2009), philippinischer Politiker, Schauspieler und Filmproduzent
- Ordoñez Sigcho, Ángel Maximiliano (* 1972), ecuadorianischer römisch-katholischer Geistlicher und Weihbischof in Quito
- Ordóñez, Andersson (* 1994), ecuadorianischer Fußballspieler
- Ordóñez, Bartolomé († 1520), spanischer Bildhauer
- Ordóñez, Eduardo (* 1908), puerto-ricanischer Fußballspieler
- Ordoñez, Iñaki (* 1968), spanischer Handballspieler
- Ordonez, Isaac (* 2009), US-amerikanischer Schauspieler
- Ordóñez, Joel (* 2004), ecuadorianischer Fußballspieler
- Ordóñez, José Ignacio (1829–1893), ecuadorianischer Geistlicher, Erzbischof von Quito
- Ordóñez, Juan Francisco (* 1961), dominikanischer Rock-, Jazz- und Bachatamusiker
- Ordoñez, Lucas (* 1985), spanischer Automobilrennfahrer
- Ordóñez, Magglio (* 1974), venezolanischer Baseballspieler
- Ordóñez, Saúl (* 1994), spanischer Mittelstreckenläufer
- Ordóñez, Tomás, Fußballspieler
- Ordonneau, Louis (1770–1855), französischer General der Infanterie
- Ordoño I. († 866), König von Asturien (850–866)
- Ordoño II. († 924), König von León (914–924) und von Galicien (910–924)
- Ordoño III. († 956), Sohn des Königs Ramiro II. von León und König von León
- Ordoño IV. (926–962), König des Königreiches León
- Ordonówna, Hanka (1902–1950), polnische Chansonsängerin, Tänzerin und Schauspielerin
- Ordorika, Ruper (* 1956), baskischer Singer-Songwriter
- Ordoš, Michal (* 1983), tschechischer Fußballspieler
- Ordower, Ludwig (1880–1942), österreichisches Opfer der Shoa
- Ordowski, Volker (* 1973), deutscher Radrennfahrer

### Ords
- Ordschonikidse, Grigori Konstantinowitsch (1886–1937), sowjetischer Politiker (KPdSU) und Volkskommissar für die Schwerindustrie (1932–1937)Grigori Konstantinowitsch Ordschonikidse (1886–1937)

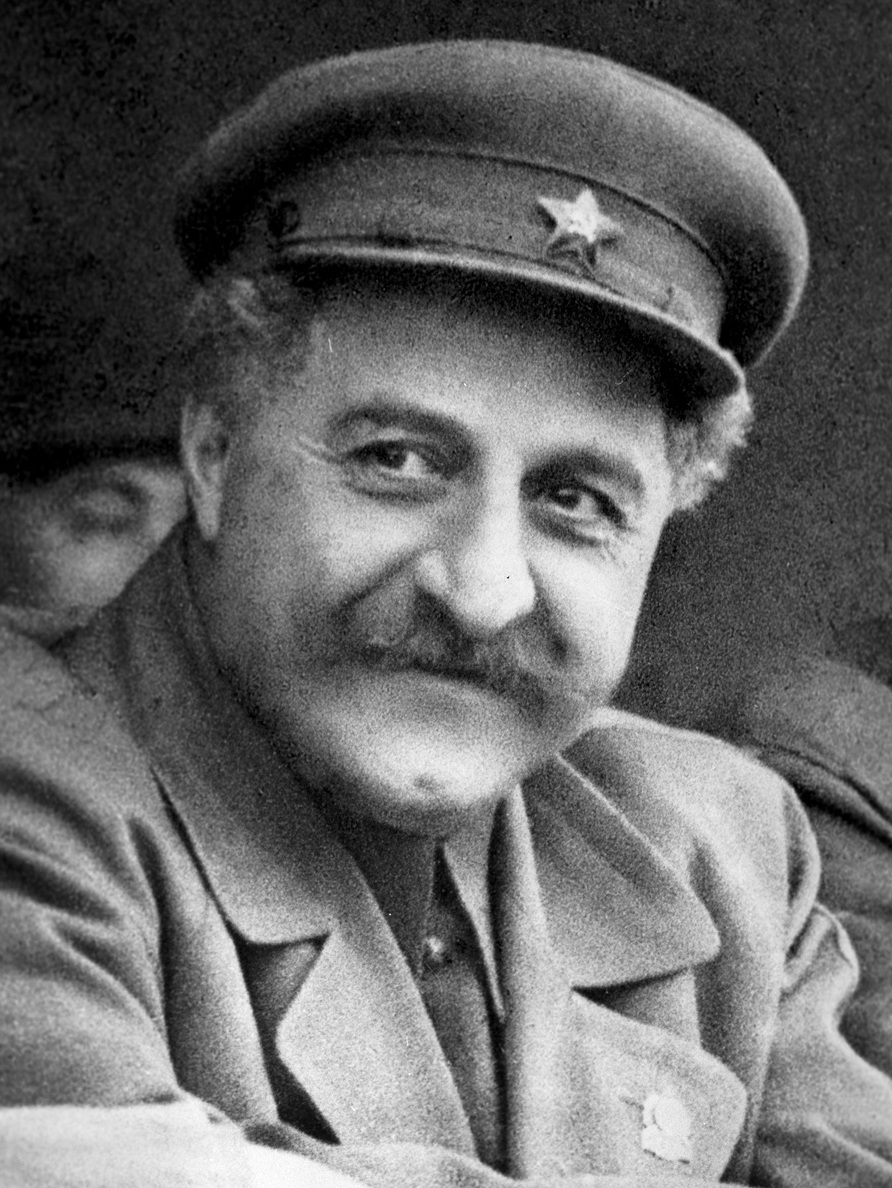
Grigori Konstantinowitsch Ordschonikidse (1886–1937)

### Ordu
- Ordu, Arif Babür (1956–2024), deutsch-türkischer Arzt, Politiker (FDP) und Unternehmer
- Ordulf († 1072), Herzog von Sachsen
- Orduna, Germán (1926–1999), argentinischer Romanist, Hispanist und Mediävist
- Orduña, Juan de (1900–1974), spanischer Schauspieler und Regisseur
- Orduña, Sergio (* 1954), mexikanischer Fußballspieler und -trainer

### Ordw
- Ordway, Jerry (* 1957), US-amerikanischer Comicautor und -zeichner
- Ordway, John, US-amerikanischer Soldat und Entdecker, Mitglied der Lewis-und-Clark-Expedition
- Ordway, Melissa (* 1983), US-amerikanische Schauspielerin
- Ordway, Nehemiah G. (1828–1907), US-amerikanischer Politiker

### Ordy
- Ordynska, Stanislawa, Soldatin der polnischen Legion
- Ordynski, Ed (* 1957), australischer Rallyefahrer